# Genocidio assiro

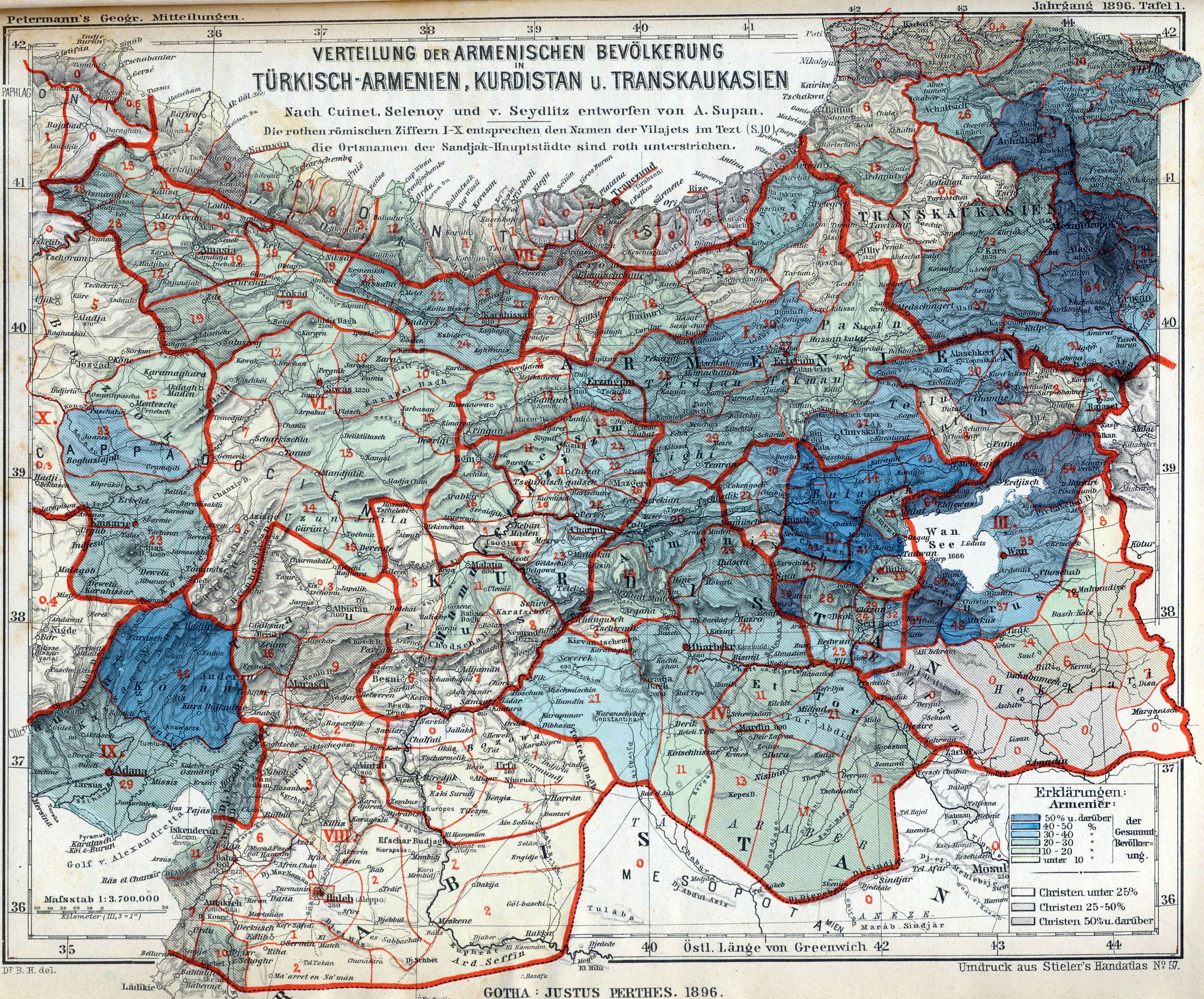
Mappa che mostra la distribuzione delle popolazioni armene (a colori) e cristiane (in sfumato) nelle province orientali ottomane nel 1896. Nelle aree in cui la quota di popolazione cristiana era superiore a quella armena, la popolazione cristiana non-armena in gran parte era costituita da assiri (eccetto nelle regioni abitate dai greci ottomani). Gli assiri abitavano principalmente nell'area a sud e sud-est della regione.

L'espressione genocidio assiro - talvolta olocausto degli assiri, massacro degli assiri o Seyfo (in siriaco ܣܝܦܐ, seyfo, significa spada, olocausto o Shoah) si riferisce alla deportazione ed eliminazione di cristiani della Chiesa assira, della Chiesa ortodossa siriaca, della Chiesa cattolica sira e della Chiesa cattolica caldea compiuta nell'Impero ottomano dal governo dei Giovani Turchi.
Si valuta che negli anni 1915-1916 furono massacrati non meno di 275000 cristiani e, secondo alcune fonti, fino a 750000.
Gli assiri erano abitanti originari del luogo, essendo sempre vissuti nei territori della Turchia, della Siria e della Mesopotamia (l'odierno Iraq). 

Mappa del genocidio assiro.
• località dove venne perpetrato il genocidio.
• Città che ricevettero i rifugiati.
• Altri centri maggiori.
Regioni di insediamento degli Assiri.

     Regioni di insediamento degli Assiri.

## Descrizione
I massacri coinvolsero l'intero territorio dell'attuale Turchia e si concentrarono fondamentalmente sui più popolati territori orientali, giungendo a colpire anche la regione di Urmia, in Persia. I fatti avvenuti a Van e relativa provincia sono tra i maggiormente noti e documentati.

Alcune comunità cristiane assire trovarono rifugio nel Caucaso governato dall'Impero russo. Ancora oggi una comunità assira risiede in Georgia. Stimati in settemila fedeli, sono presenti principalmente a Tbilisi (la capitale) e a Gardabani, suddivisi tra la Chiesa cattolica caldea e la Chiesa assira d'Oriente. Dal 1982 sono stati riallacciati i contatti con la chiesa madre in Mesopotamia.
Il massacro è assai meno noto del genocidio armeno e greco, del quale è tuttavia contemporaneo.

Il 26 marzo 2007 se n'è discusso per la prima volta al Parlamento europeo.
Nel 2016, il 30 settembre, papa Francesco ha fatto visita alla comunità assira in Georgia.

## Il negazionismo

Articolo del New York Times, 27 marzo 1915

L'espressione "negazionismo del genocidio assiro" indica un atteggiamento storico-politico che, utilizzando a fini ideologici-politici modalità di negazione di fenomeni storici accertati, nega contro ogni evidenza il fatto storico del genocidio assiro.
Il genocidio assiro è un fatto storicamente accertato. Interessi ideologici-politici-storici tendono a renderne difficile l'ammissione da parte di quanti in qualche modo si sentano vicini agli autori dell'olocausto degli assiri, o abbiano difficoltà culturali-storiche ad accettarlo, o per interessi geo-politici considerano dannoso ammetterlo.
Il negazionismo è un atteggiamento storico culturale, che fa uso di una serie di strumenti dialettici per negare l'evidenza dei fatti.
Le motivazioni per assumere un atteggiamento negazionista possono essere disparate, tuttavia nel caso del genocidio assiro gli interessi politici concreti prevalgono su quelli culturali, avendosi un'utilizzazione del metodo negazionista in funzione di non fare concessioni politiche, necessarie in caso di ammissione del fatto.
In realtà furono utilizzati vari espedienti per mantenere il silenzio, dalla minimizzazione del numero degli uccisi, dalla presentazione delle circostanze come necessità di difesa, dalla scissione dei massacri in singole azioni di dimensione inferiore al complesso.

## Monumenti

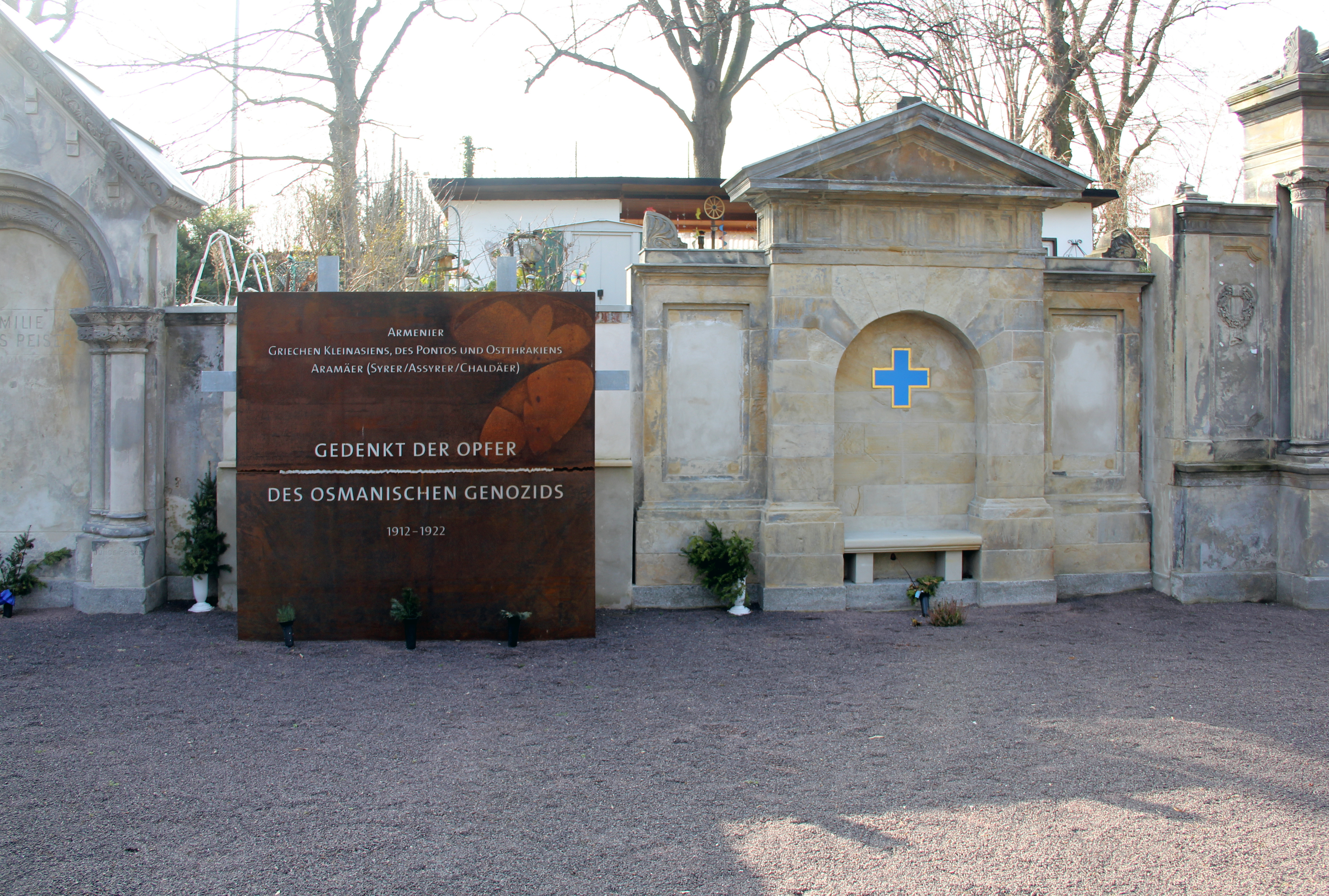
Targa commemorativa del genocidio assiro Westend (Berlino)
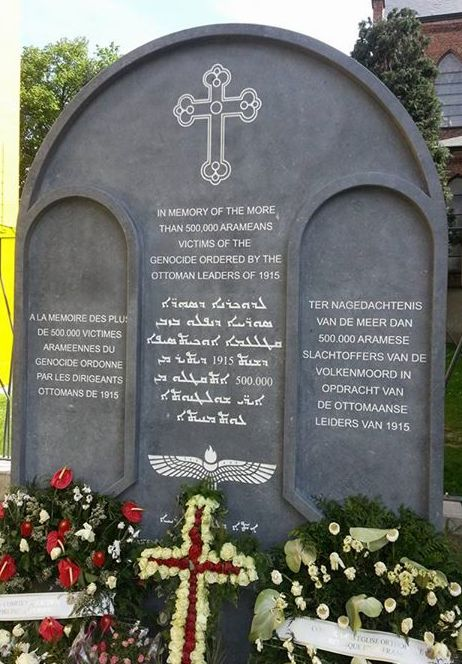
Monumento dei cristiani assiri a Bruxelles
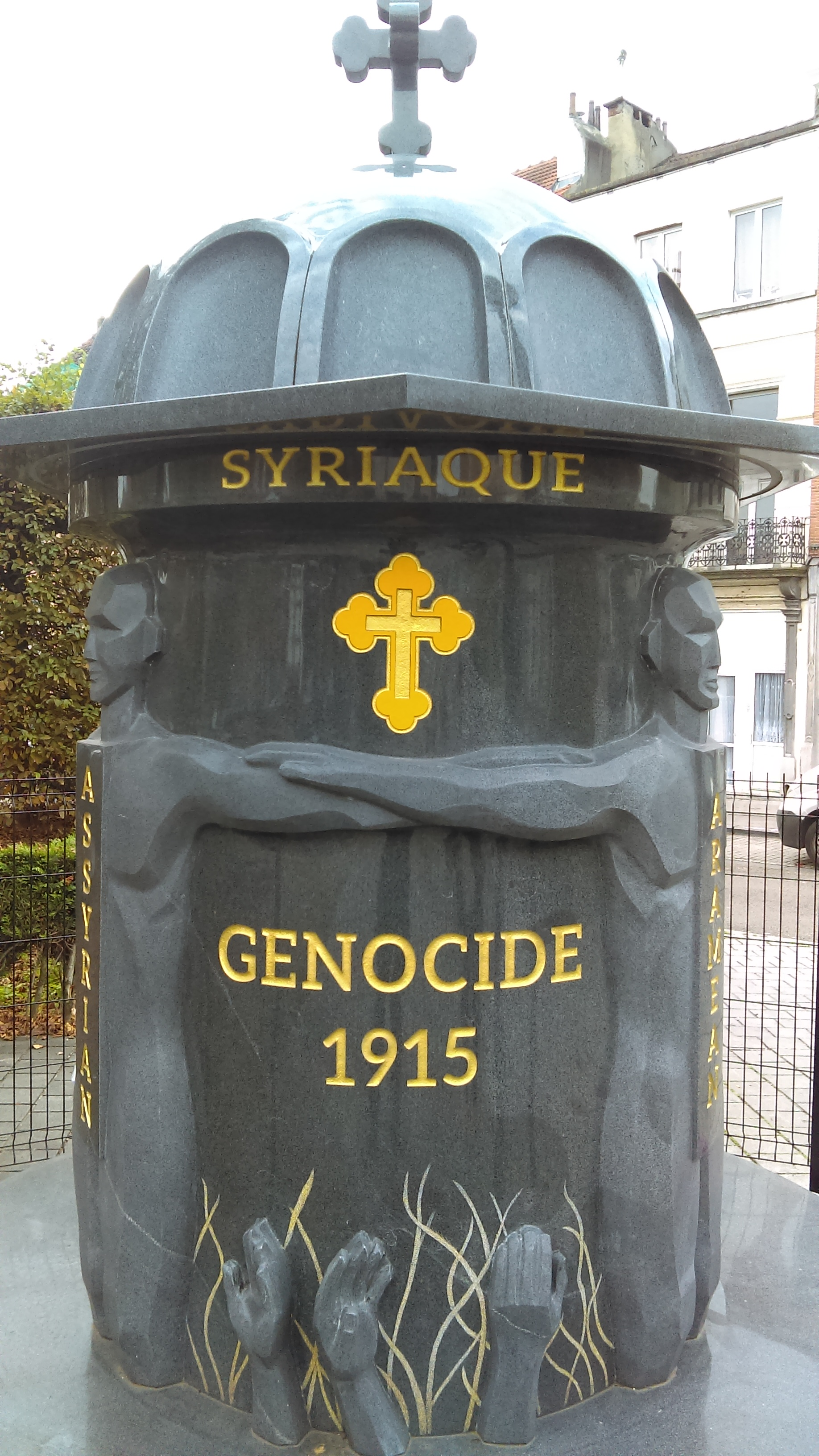
Monumento del genocidio del 1915 a Etterbeek (Belgio).
Monumento dei cristiani assiri a Parigi.
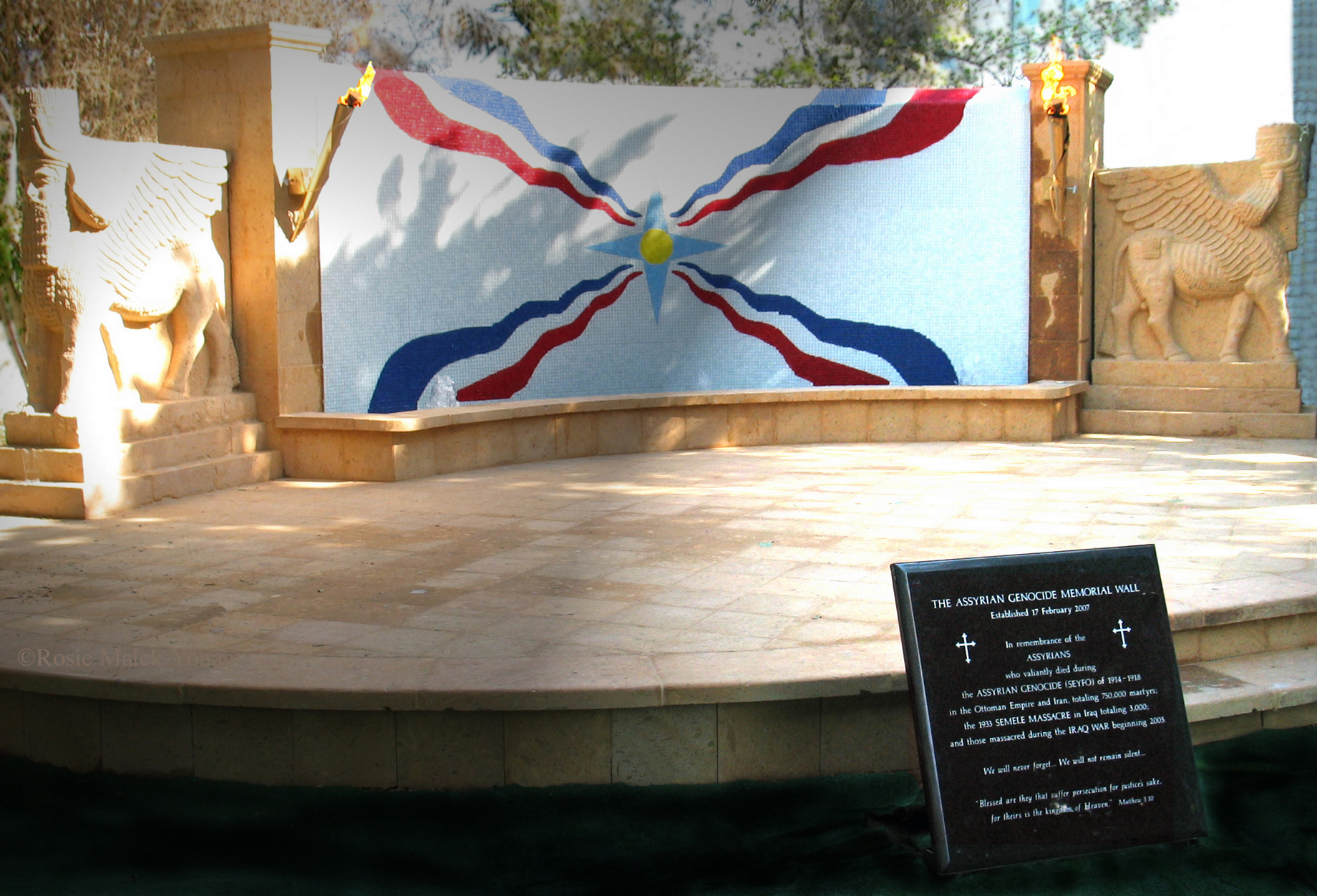
Targa e memoriale del genocidio assiro a Tarzana, quartiere di Los Angeles.
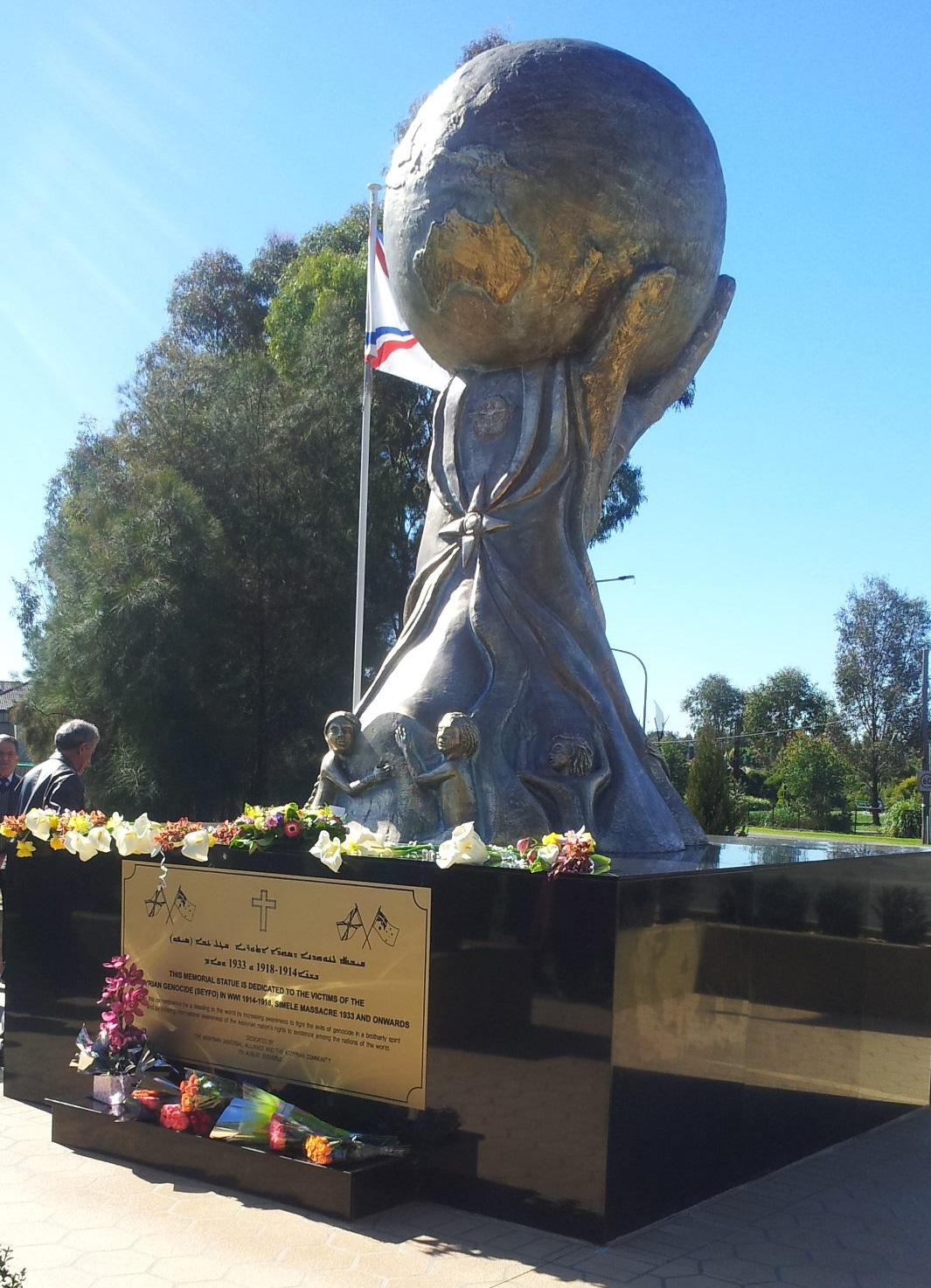
Monumento dei cristiani assiri a Sydney.